# 孟攀鱗
孟攀鳞（1204年—1267年），字驾之，金朝末年、元朝初年云内州（今内蒙古自治区呼和浩特土默特左旗西北）人。
孟攀鳞出身官宦世家，孟彦甫曾孙。幼年时就能日诵万言，号称奇童。金哀宗正大七年（1230年）中进士第。官至朝散大夫、招讨使。金朝灭亡，北归居于平阳。蒙古帝国任命他为陕西帅府详议官。元世祖中统三年（1262年），授翰林待制。至元初年，忽必烈召见，条陈十七事，劝忽必烈亲祀、制礼乐、建学校、行科举、择守令、储仓廪赡军、省赋役、百司庶府统于中书等。又奉诏参与会同太常议定亲祀礼仪，画郊祀及宗庙之以进献。至元四年（1267年）去世。追赠平原郡公，谥文定。